# Walther Birkmayer
Walther Birkmayer (* 15. Mai 1910 in Wien; † 10. Dezember 1996 ebenda) war ein österreichischer Neurologe, Psychiater und Universitätsprofessor.

## Leben

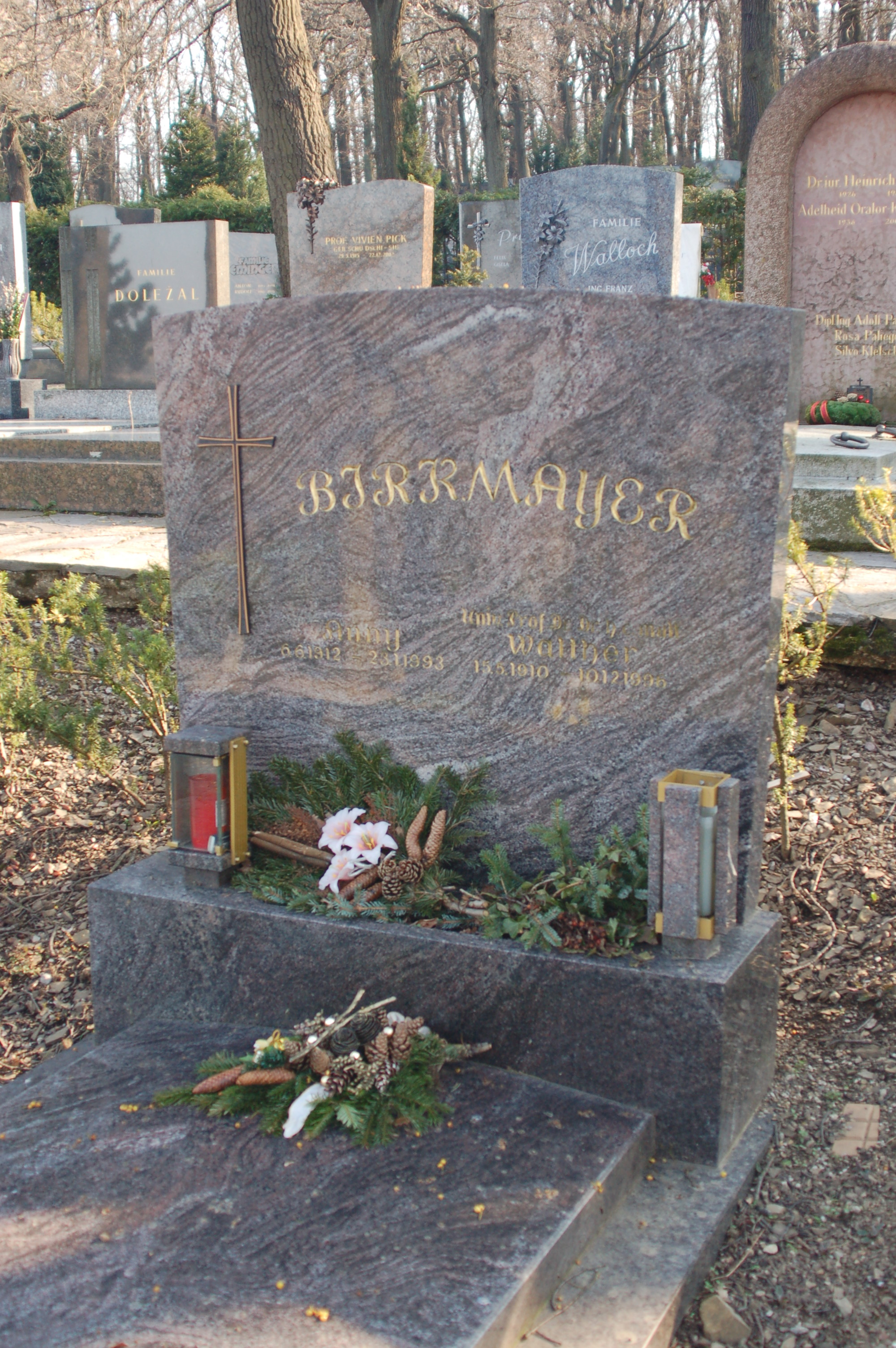
Ehrenhalber gewidmetes Grab auf dem Neustifter Friedhof

Walther Birkmayer studierte Medizin und wurde 1936 an der Universität Wien zum Dr. med. promoviert. Er begann seine berufliche Karriere als Assistent an der Universitätsnervenklinik Wien. 
Birkmayer war Nationalsozialist und hatte 1931 den Rang eines Oberscharführers bei der Hitlerjugend, 1932 wurde er Mitglied der NSDAP und blieb dies auch nach 1934, als die NSDAP in Österreich verboten wurde. Er trat 1936 der SS bei (SS-Nummer 309.088), nach dem Anschluss Österreichs beantragte er am 25. Mai 1938 die Aufnahme in die NSDAP und wurde rückwirkend zum 1. Mai desselben Jahres aufgenommen (Mitgliedsnummer 6.126.574). 1939 war er Hauptstellenleiter im Rassenpolitischen Amt der NSDAP in Wien, wo er amtsenthoben wurde wegen nichtarischer Abstammung (Mischling 2. Grades im Sinne der Nürnberger Gesetze), er schied am 21. Dezember desselben Jahres aus der SS aus, Anfang 1943 folgte der Austritt aus der NSDAP. Er blieb weiterhin in der Nervenklinik beschäftigt, wo er nach dem Kriegsende 1945 suspendiert wurde.
1954 wurde Birkmayer Universitätsprofessor und Vorstand der Neurologischen Abteilung in Wien-Lainz. Er wurde auch Leiter des Ludwig-Boltzmann-Instituts für Neurochemie.
Gemeinsam mit dem Pharmakologen Oleh Hornykiewicz gelang es Birkmayer 1961, einen wesentlichen Teil der heutigen Standard-Therapie der Parkinson-Krankheit zu entwickeln: den Arzneistoff Levodopa, später kombiniert mit dem Decarboxylasehemmer Benserazid. Seinerzeit bedeutete dies einen Durchbruch in der Behandlung der Krankheit.
Er trat regelmäßig als ärztlicher Berater in der ORF-Fernsehsendung Seniorenclub auf.
Walther Birkmayer starb 1996 in Wien und erhielt ein ehrenhalber gewidmetes Grab auf dem Neustifter Friedhof. Diese Widmung wurde 2015 aufgehoben.
Im Jahr 2005 hat der Bund Sozialdemokratischer AkademikerInnen, Intellektueller und KünstlerInnen (BSA) in der Publikation „Der Wille zum aufrechten Gang. Offenlegung der Rolle des BSA bei der gesellschaftlichen Integration ehemaliger Nationalsozialisten“ Birkmayers Verhältnis zum Nationalsozialismus beschrieben. 

## Auszeichnungen
- 1975: Ehrenkreuz für Wissenschaft und Kunst I. Klasse
- 1980: Ehrenmedaille der Bundeshauptstadt Wien in Gold
- 1990: Großes Ehrenzeichen für Verdienste um die Republik Österreich